# 石塚勲
石塚勲（いしづかいさお、1936年〈昭和11年〉9月30日 - ）は、日本の航空自衛官。第21代航空幕僚長。防大3期。

## 経歴
秋田県出身。1959年（昭和34年）3月、防衛大学校卒業（第3期）、航空自衛隊入隊（1等空曹）。
1970年（昭和45年）7月、3等空佐。1974年（昭和49年）7月、2等空佐。
1978年（昭和53年）7月、1等空佐。1981年（昭和56年）2月、自衛隊埼玉地方連絡部長。1983年（昭和58年）3月16日、航空幕僚監部防衛部運用課長。1984年（昭和59年）3月16日、航空幕僚監部防衛部防衛課長。
同年7月2日、空将補に昇任。1985年（昭和60年）3月1日、航空幕僚監部人事教育部副部長。1986年（昭和61年）3月17日、第2航空団司令兼千歳基地司令。1987年（昭和62年）7月7日、航空幕僚監部防衛部長。
1988年（昭和63年）7月7日、空将に昇任、中部航空方面隊司令官。1990年（平成02年）7月9日、第2代航空支援集団司令官。1991年（平成03年）7月1日、第26代航空総隊司令官。
1992年（平成04年）6月16日、第21代航空幕僚長。
1994年（平成06年）7月1日、退官。
2008年（平成20年）11月3日、瑞宝重光章受章。

## 栄典
- 1993年（平成5年）2月3日 -  リージョン・オブ・メリットコマンダー
- 1993年（平成5年）5月20日 -  勲一等タイ王冠勲章
- 2008年（平成20年）11月3日 -  瑞宝重光章